# 34289 Johndell
2000 QC150 (asteroide 34289) é um asteroide da cintura principal. Possui uma excentricidade de 0.09361120 e uma inclinação de 2.06710º.
Este asteroide foi descoberto no dia 25 de agosto de 2000 por LINEAR em Socorro.